# Burgred de Mercia
Burgred o Burhred o Burghred, fue rey de Mercia entre los años 852 y 874. 

## Reinado
Burgred ascendió al trono en 852. Ese mismo año o al siguiente, Etelwulfo de Wessex solicita su ayuda para someter el norte de Gales. La campaña fue un éxito y la alianza entre los dos reyes quedó sellada con el matrimonio de Burgred con Aethelswith, hija de Ethelwulfo. En 858, el rey merciano apeló a Etelredo de Wessex y su hermano, Alfredo el Grande, para recibir ayuda militar contra los vikingos daneses, quienes habían conquistado Nottingham. Los ejércitos de Wessex y de Mercia no tuvieron que emplearse a fondo y a los daneses se les permitió pasar allí el invierno. En 874, los daneses se trasladan desde Lindsey hacia Repton y expulsan a Burgred de su reino. Colocaron en su lugar a un noble merciano llamado Ceolwulfo, exigiéndole juramentos de lealtad hacia ellos. Burgred se retiró a Roma y falleció allí. De acuerdo con la Crónica Anglosajona, fue enterrado "en la iglesia de Sancta María, en el colegio de la nación Inglesa" en Roma.
Burgred es mencionado en la Crónica Anglosajona durante los años 852, 853, 868 y 874. 
Se han hallado monedas pertenecientes al reinado de Burgred -todas poseían la inscripción "Burgred"-, en varios lugares. En diciembre del año 2003, se encontraron monedas de plata del reinado de Burgred en Yorkshire, en un lugar que podría tratarse del primer enterramiento vikingo en suelo inglés en el que se usó un barco en el ritual.